# Khilchipur
Khilchipur fou un estat tributari protegit a l'agència de Bhopal, a l'Índia central, tributari de Gwalior. Els seus productes principals eren el gra i l'opi. Limitava al nord amb l'estat de Kotah a Rajputana; a l'est amb l'estat de Rajgarh; a l'oest amb l'estat d'Indore; i al sud amb el de Narsinghgarh. Estava situat a Malwa (Dècan), a la comarca coneguda com a Khichiwara.
Kirchipur fou fundada el 1544 per Dewan Ugra Sen, un rajput del subclan Khichi dels chauhans de nom Ugra Sen, que va haver d'emigrar a la zona per disputes familiars des de Gagaraun; va rebre terres de l'emperador mogol incloent a més de Kilchipur, les parganes de Zirapur i Machalpur que més tard van passar a Indore, i Shujalpur, que després va passar a Gwalior, sent aquestes pèrdues del 1770 quan el sobirà Abhai Singh va haver de signar un tractat amb Sindhia. El 1819 hi havia una disputa successòria i a petició del darbar de Gwalior els britànics van fer de mediadors i es va posar al tron a Diwan Sher Singh, de cinc anys. El va succeir el seu nebot Rao Amar Singh, un rajput del clan Khichi Rajput, que va pujar al tron el 1868 i va rebre el títol de rao bahadur del govern britànic el 1873. Havia estat adoptat per la vídua del darrer sobirà i els britànics van confirmar aquesta adopció. El 1874 va abolir les taxes de trànsit excepte les de l'opi. El 1899 el va succeir Bhawani Singh. El 1928 el rao bahadur va rebre el títol de raja.
La superfície era de 707 km² i la població el 1881 de 36.125 habitants, dels que més de 33.000 eren hindús, repartits en 269 pobles. La població el 1891 era de 36.302 habitants i el 1901 de 31.143 i en aquesta darrera data hi havia 283 pobles. Els ingressos s'estimaven en 7500 lliures i el sobirà pagava un tribut de 1.313 lliures als Sindhia de Gwalior, pagament que es feia a través de l'agent polític a Bhopal. Disposava d'una força de 40 cavallers i 200 infants el 1881 i de 25 cavallers i 161 infants el 1901 (amb 4 canons en servei) a més de 25 cavallers i 288 agents de policia. El rao tenia concedit dret de salutació de nou canonades. Administrativament estava format per tres tahsils governats per tahsildars.
La capital era Kalchipur situada prop de la riba del riu Sind on hi havia una presa que abastia la ciutat. La població el 1881 era d'uns 4000 habitants i el 1901 de 5.120.

## Bandera
Banderí triangular blanc amb l'hanuman (deu mono) brodat mirant cap al pal.

## Llista de diwans
- Dewan ANUP SINGH 1679-1715
- Dewan FATEH SINGH 1718/1738
- Dewan (nom no conegut) 1738-1770
- Dewan ABHAI SINGH 1770/1787
- Dewan DIP SINGH 1787-?
- Dewan DURJAN SAL ?-1812
- Dewan BALWANT SINGH 1812-1819
- Dewan SHER SINGH 1819-1868
- Rao Bahadur AMAR SINGH 1868-1899
- Rao Bahadur BHAWANI SINGH 1899-1908
- Raja Rao Bahadur Sir DURJANSAL SINGH 1908-1942
- Raja Rao Bahadur YASHODAR SINGH 1942-1948